# توماس كيد (سياسي)
توماس كيد هو سياسي كندي، ولد في 23 فبراير 1846 في مقاطعة داون في المملكة المتحدة، وتوفي في 5 يونيو 1930 في ريتشموند في كندا. انتخب عضو الجمعية التشريعية لكولومبيا البريطانية ‏.